# ディースリー・パブリッシャー
株式会社ディースリー・パブリッシャー（英: D3PUBLISHER INC.）は、日本のゲームソフトパブリッシャー。株式会社バンダイナムコホールディングスの完全子会社。コンピュータエンターテインメント協会正会員。

## 概要
元はカルチュア・コンビニエンス・クラブ（レンタルビデオのTSUTAYAを運営）の関連企業であるカルチュア・パブリッシャーズ株式会社のゲーム事業部だったが、親会社のカルチュア・コンビニエンス・クラブの方針でゲーム事業を整理することになった。そこでカルチュア・パブリッシャーズでゲーム事業を担当していた伊藤裕二がゲーム部門をマネジメント・バイアウトする形で株式会社ディースリー・パブリッシャーが事業を授受し、独立した。なお当時の商法の規定では新設会社がマネジメント・バイアウトの受け皿会社になることができなかったため、伊藤の知人が経営していた株式会社インターナショナル・シグナルという不動産管理会社を譲り受け、株式会社ディースリー・パブリッシャーに登記変更して受け皿会社として使用した。
2010年4月1日より親会社であるディースリーおよび系列会社のエンターテイメント・ソフトウェア・パブリッシングと合併し、新ディースリー・パブリッシャーとして再編した。
1,500 - 2,960円の廉価ソフトSIMPLEシリーズを展開していたほか、パチスロソフトやディズニー映画のゲーム化、乙女ゲームなどでフルプライスソフトを多く発売している。

## 沿革
- 1992年2月5日 - カルチュア・パブリッシャーズ株式会社がゲーム事業部を設立。
- 1997年10月 - 商号を株式会社インターナショナル・シグナルに変更。
- 1998年10月22日 - SIMPLE1500シリーズ販売開始。
- 1999年
  - 6月 - 商号を株式会社ディースリー・パブリッシャーに変更。
  - 7月12日 - カルチュア・パブリッシャーズが、株式会社ディースリー・パブリッシャーにゲーム事業部を譲渡。
- 2002年10月 - セガとの合弁で、スリーディー・エイジスを設立[4]。
- 2004年1月 - フィールズ株式会社と資本・業務提携。
- 2006年
  - 4月1日 - 株式会社ディースリー・パブリッシャーが、株式会社ディースリーと社名変更の上持株会社となり、事業部門は同日新たに設立された株式会社ディースリー・パブリッシャーに移管された。
  - 8月、エンターテイメント・ソフトウェア・パブリッシング（ESP）の全株式を取得。
- 2009年
  - 2月12日 - 株式会社バンダイナムコゲームスがディースリーへ完全子会社化を目的とした友好的TOBを実施する事を発表。親会社のフィールズも賛同[5][6]。
  - 3月24日 - TOBの結果バンダイナムコゲームスは全株式の95.02%を取得、親会社がバンダイナムコゲームスに異動する。
  - 7月24日 - バンダイナムコゲームスの完全子会社となる。
- 2010年4月1日 - ディースリー、エンターテイメント・ソフトウェア・パブリッシングと合併、新ディースリー・パブリッシャーとして再編。同時に親会社がバンダイナムコゲームスからバンダイナムコホールディングスに異動。
- 2018年5月14日 - 本社を東京都渋谷区道玄坂1-9-5の渋谷スクエアAから東京都千代田区神田神保町3-2-3のDaiwa神保町3丁目ビル8階に移転する。

## 代表的な発売タイトル
- SIMPLEシリーズ
- 必勝パチンコ★パチスロ攻略シリーズ
- Love Songs アイドルがクラスメ〜ト
- お姉チャンバラ
- オメガラビリンスシリーズ
- 地球防衛軍シリーズ
- ドリームクラブシリーズ
- バレットガールズシリーズ
- ブレイジング・エンジェル
- ダークセクター
- うるるんクエスト恋遊記
- VitaminX
- VitaminZ
- STORM LOVER
- SIGNAL
- どこかで見た“あのゲー”ムたちを棒人間で作ってみたけれど、果たしてあなたはクリアできるのか?

- IWATOBI PENGUIN ROCKY×HOPPER（1997年） PlayStation
- ハローキティのCube de Cut（1998年） PlayStation
- プルムイ プルムイ（1999年） PlayStation
- alabama ポップでキュートな心理テスト（2000年） PlayStation
- ラスト・エスコートシリーズ

※このほか、海外では『ベン10』や『NARUTO』のゲームを販売している。

## 企業グループ
- D3Publisher of America, Inc.（アメリカ現地法人）
- D3Publisher of Europe, Inc.（イギリス現地法人）
- D3DB S.r.l.（イタリア現地法人）